# Billa (film, 1980)
Pour les articles homonymes, voir Billa.
Billa est un film policier tamoul réalisé par R. Krishnamurthy , Maharadjah (Sri Lanka) et sorti en 1980. Il est inspiré d'un film hindi de 1978 : Don et met en scène Rajinikanth, Balaji, Thengaai Srinivasan, Manorama, Sripriya et Major Sundarajan.
Un remake, Billa, a été réalisé par Vishnuvardhan , en 2007 puis une préquelle, Billa 2, réalisé en 2012 par Chakri Toleti. Ajith Kumar interprète le rôle principal dans les deux films.

## Synopsis
Billa (Rajinikanth) est un dangereux parrain. Un officier de la police indienne, le DSP (Deputy Superintendent of Police) Alexander, cherche à l'arrêter et au cours d'un de leurs affrontements, il le blesse mortellement et l'enterre en secret. Il se souvient alors d'un villageois, Raju (également joué par Rajinikanth), qui est le sosie de Billa. Il lui demande de se faire passer pour celui-ci afin de capturer le reste du gang ; en échange, il lui promet que les enfants dont il a la charge auront une bonne éducation.
Malheureusement, le DSP Alexander est tué à son tour par un faux agent d'Interpol et Raju se retrouve dans une situation inextricable, pourchassé à la fois par la police et par les hommes de Billa. Sa seule chance est de retrouver le journal du DSP, qui est l'unique preuve qu'il n'est pas le véritable Billa.

## Fiche technique
- Réalisateur : Vishnuvardhan
- Producteur : K. Balaji
- Musique : M. S. Viswanathan (paroles de Kannadasan)
- Date de sortie : 26 janvier 1980
- Langue : tamoul
- Durée : 2 h 55

## Distribution
- Rajnikanth : Billa & Raju
- Balaji : le DSP Alexander
- Sripriya
- Major Sundarrajan
- R. S. Manohar
- Thengai Srinivasan
- S. A. Asokan

## Bande originale
Elle comporte quatre chansons composées par M.S.Viswanathan. My name is Billa fut un gros succès dans le Tamil Nadu.

## Box-office
- Le film resta à l'affiche 25 semaines à Chennai et fut un des plus gros succès de l'année.